# 문수실내수영장
문수실내수영장은 대한민국 울산광역시 남구에 있는 수영장이다. 울산체육공원내 2만30m2(6천59평)의 부지에 연면적 1만3천99m2, 좌석수 3천3석, 지하 1층, 지상 3층 규모로 2004년 3월 5일에 착공되었다. 시설물로는 경영풀 50m 10레인, 다이빙풀 5m, 연습풀 25m등이 갖추어져 있다.